# Krowica
Krowica (prononciation : [krɔˈvit͡sa]) est un village polonais de la gmina de Siedliszcze dans le powiat de Chełm de la voïvodie de Lublin dans l'est de la Pologne.
Il se situe à environ 4 kilomètres au sud de Siedliszcze (siège de la gmina), 23 kilomètres à l'ouest de Chełm (siège du powiat) et 43 kilomètres à l'est de Lublin (capitale de la voïvodie).
Le village comptait approximativement une population de 122 habitants en 2006.

## Histoire
De 1975 à 1998, le village est attaché administrativement à la voïvodie de Chełm.

Depuis 1999, il fait partie de la voïvodie de Lublin.